# Brookdale (New Jersey)
Brookdale – jednostka osadnicza w Stanach Zjednoczonych, w stanie New Jersey, w hrabstwie Essex.